# Odontocera parallela
Odontocera parallela är en skalbaggsart som beskrevs av White 1855. Odontocera parallela ingår i släktet Odontocera och familjen långhorningar. Inga underarter finns listade i Catalogue of Life.